# Roger Lambrecht (sportbestuurder)
Roger Lambrecht (Lokeren, 19 augustus 1931 – Sint-Niklaas, 15 februari 2022) was een Belgisch voetbalbestuurder en zakenman uit de bandenindustrie. Hij was vooral bekend als voorzitter en eigenaar van de Belgische Eerste klasse voetbalclub KSC Lokeren, tussen 1994 en 2019.  In die periode wonnen ze tweemaal de Beker van België. 

## Loopbaan

### Sporter
Roger Lambrecht debuteerde tijdens de Tweede Wereldoorlog als jonge voetballer in de jeugdreeksen bij Standaard FC Lokeren dat toen in uitkwam in 'Derde Gewestelijke', sinds de competitiehervorming van 1951 Derde Provinciale genoemd. Een kampioenstitel in 1951 leverde de strijdlustige centrale middenvelder een jaar later een lucratieve transfer op naar tweedeklasser Vigor Wuitens Hamme waar hij twee seizoenen speelde.
Van 1954 tot 1957 speelde hij voor bevorderingsclub Jeunesse Arlonaise omdat hij er in de buurt zijn militaire dienstplicht vervulde en er een opleiding volgde als sportofficier. Hij speelde toen ook enkele wedstrijden voor de 'Jassen', de Belgische militaire voetbalploeg. Daarna ging hij opnieuw aan de slag bij Standaard Lokeren waar hij, na een korte periode als speler-trainer, zijn actieve spelersloopbaan beëindigde en bij bandenfabrikant Michelin ging werken.

### Zakenman
Lambrecht richtte in het midden van de jaren 1960 zijn eerste eigen bandencentrale op in Berchem. Zijn bandenbedrijf groeide uit tot een grote nationale speler in de sector. Van 1993 tot 1997 was Lambrecht eveneens afgevaardigd bestuurder van luchtvaartmaatschappij VLM Airlines.

### Voetbalvoorzitter
In 1994 werd Lambrecht voorzitter van Sporting Lokeren. Voordien was hij voorzitter van FC Eksaarde, de club van zijn woonplaats. Lambrecht werd verkozen tot interim-voorzitter van de Liga Beroepsvoetbal. Hij was een drijvende kracht achter de fusiegedachte in het Waasland.
Op 26 januari 2010 zette Lambrecht een stap terug in de dagelijkse leiding van KSC Lokeren Oost-Vlaanderen, maar bleef wel eigenaar en eerste investeerder. Technisch directeur Willy Verhoost en clubmanager Jean-Marie Philips namen de operationele taken van Lambrecht over. De club bleef afhankelijk van de financiële impulsen van de zakenman.
In 2019 liet Lambrecht de club definitief over aan voetbalmakelaar Louis De Vries. Een jaar later ging de club in vereffening. 

## Privéleven
Lambrecht was getrouwd en kreeg vier kinderen. Zijn vrouw overleed op 9 juli 2020 op 88-jarige leeftijd, na een huwelijk van 62 jaar. Op 15 februari 2022 overleed Lambrecht op 90-jarige leeftijd.